# Milagros (Masbate)
Milagros ist eine philippinische Stadtgemeinde in der Provinz Masbate, in der Verwaltungsregion V, Bicol. Sie hat 57.473 Einwohner (Zensus 1. August 2015), die in 27 Barangays lebten. Sie liegt auf der Insel Masbate und wird als Gemeinde der ersten Einkommensklasse auf den Philippinen eingestuft. Das Gemeindezentrum liegt ca. 17 km südwestlich der Provinzhauptstadt Masbate City. Ihre Nachbargemeinden sind Mobo, Masbate City, Baleno im Norden, Mandaon im Westen, Cawayan im Südosten und Balud im Südwesten. Der lange Küstenstreifen der Gemeinde liegt an der Visayas-See.

## Baranggays
| - Bacolod - Bangad - Bara - Bonbon - Calasuche - Calumpang (Taisan) - Capaculan - Cayabon - Guinluthangan - Jamorawon - Magsalangi - Matagbac - Matanglad - Matiporon | - Moises R. Espinosa - Narangasan - Pamangpangon - Poblacion East - Poblacion West - Paraiso (Potot) - San Antonio - San Carlos - Sawmill - Tagbon - Tawad - Tigbao - Tinaclipan (Bato) |